# Calor tropical
Tropical Heat (Calor tropical en España o Intriga tropical en Hispanoamérica) es una serie de televisión de acción canadiense-mexicana, que fue producida por Global, Accent Four, IO Internacional , así como SafriTel. Fue creada por Sam Egan y su protagonista principal es Rob Stewart.

## Argumento
Nick Slaughter, un exagente de la DEA, que se apartó de la sociedad después de haber sido echado de su trabajo, se asienta en Cayo Mariah en Florida para trabajar como detective privado. La principal razón de querer hacerlo es porque tiene el deseo de tomar el sol y descansar. Él contrata a Sylvie Girard como secretaria, que, en realidad es una guía de turistas y que quería abrir una agencia de viajes. Es entonces también ella, la que le motiva a trabajar y le pone en correspondientes situaciones peligrosas.
Aun así, a pesar de ser completamente diferentes, es esa diferencia, la que los convierte en un equipo de detectives eficaz. El amigo de Nick, que además es un importante informante, es Ian Stewart, que tiene una escuela de buceo y el bar Tropical Heat. En ese bar él también va a menudo para observar la playa y divertirse. También tiene contactos en la policía local a través del experto forense de allí y del Teniente Carrillo. Después de que Ian y el Teniente Carrillo dejan Florida, son Spider, y el Sargento Gregory, los que ayudan a Nick y a Sylvie a solucionar sus casos.

## Reparto
- Rob Stewart - Nick Slaughter
- Carolyn Dunn - Sylvie Girard
- John David Bland - Ian Stewart (1991–92)
- Ian Tracey - Spider Garvin (1992–93)
- Eugene Clark - Ollie Porter (1991–92)
- Pedro Armendáriz Jr. - Tte. Carillo (1991–92)
- Ari Sorko-Ram - Sargento Gregory (1992–93)
- Allen Nashman - Rollie (1992–93)

## Producción
El presupuesto de la serie fue muy reducido. La primera temporada (22 Episodios) de Calor Tropical se hizo en Puerto Vallarta , en México, en 1990 y 1991, la segunda temporada, también con 22 episodios, en 1992 en Eilat, en Israel. Los lugares de rodaje de la tercera temporada, también de 22 episodios, que se hizo en 1993, fueron Pretoria, en Sudáfrica y Mauricio.

## Recepción
La serie fue un éxito en los Estados Unidos y en Canadá. Sin embargo la serie Calor tropical consiguió su mayor reconocimiento en Serbia, donde se convirtió en un verdadero fenómeno de masas y la oposición del país utilizó la figura del protagonista como símbolo de libertad como parte de su exitoso plan de derrocar a Milosevic. Rob Stewart estuvo tan impresionado que el actor visitó el país para hacer un documental sobre el fenómeno. Todavía tiene una enorme popularidad allí. En España esta serie tuvo su cuota de protagonismo en Antena 3 en la programación de verano y solía además emitirse después de la serie Los vigilantes de la playa.

## Obras posteriores
Unos tres años después de la producción de la serie, se convirtió la dilogía "Mortal Exigir" de la segunda temporada en una película de 90 minutos y presentada bajo el título de Asesinato bajo el Sol caliente (TO: Criss Cross) en el mercado de la televisión. Esta película no es un largometraje independiente, como habitualmente se afirma, sino solo un conjunto de piezas de edición de dos partes.